# 新代雷夫尼亞 (克里米亞)
新代雷夫尼亞（羅馬化：Nova Derevnia）是烏克蘭克里米亞自治五一村區的村莊。1948年之前名爲奈恩多夫（羅馬化：Nayndorf）。